# Pseudaulacaspis latiloba
Pseudaulacaspis latiloba är en insektsart som först beskrevs av Sadao Takagi och Kawai 1966.  Pseudaulacaspis latiloba ingår i släktet Pseudaulacaspis och familjen pansarsköldlöss. Inga underarter finns listade i Catalogue of Life.